# Bruno Garonzi
Bruno Garonzi, né le 18 août 1926 à Santa-Lucia (Vénétie) et mort le 11 janvier 1950 à Tréville (Aude), est un coureur cycliste italien professionnel en 1949.

## Palmarès
- 1949
  - 2e du Circuit des cols pyrénéens

## Résultats sur les grands tours

### Tour de France
1 participation
- 1949 : abandon (3e étape)